# Saison 4 de The Originals
Chronologie
Saison 3 Saison 5
Cet article présente les treize épisodes de la quatrième saison de la série télévisée américaine The Originals.

## Synopsis
Cinq années se sont écoulées depuis que Marcel a vaincu Klaus. La Nouvelle-Orléans est redevenue une ville prospère, libérée de l'influence des Originels.
De son côté, en exil, Hayley a pu trouver un moyen, ainsi qu'un remède pour guérir chaque membre de la famille Mikaelson. Enfin réveillés, ces derniers se préparent à libérer leur frère Klaus, que Marcel garde toujours prisonnier. Une fois Klaus libéré, les Originels font face à une nouvelle menace avec en la présence du "Hollow", force de magie ténébreuse et extrêmement puissante qui menace toute la ville et qui semble toucher particulièrement Hope, la fille de Klaus et d'Hayley…

## Distribution

### Acteurs principaux
- Joseph Morgan (VF : Sébastien Desjours) : Klaus Mikaelson
- Daniel Gillies (VF : Arnaud Arbessier) : Elijah Mikaelson
- Phoebe Tonkin (VF : Charlotte Corréa) : Hayley Marshall
- Charles Michael Davis (VF : Namakan Koné) : Marcel Gerard
- Yusuf Gatewood (VF : Raphaël Cohen) : Vincent Griffith
- Riley Voelkel (VF : Philippa Roche) : Freya Mikaelson
- Summer Fontana (VF : Zina Khakhoulia) : Hope Mikaelson

### Acteurs récurrents
- Claire Holt (VF : Adeline Moreau) : Rebekah Mikaelson  (épisodes 2, 3, 10, 11 et 13)
- Nathaniel Buzolic (VF : Nathanel Alimi) : Kol Mikaelson (épisodes 2, 3, 10, 11 et 13)
- Steven Krueger (VF : Nessym Guetat) : Joshua « Josh » Rosza
- Blu Hunt : Inadu « The Hollow »
- Christina Moses (en) (VF : Nathalie Karsenti) : Keelin Malraux
- Taylor Cole (VF : Ludmila Ruoso) : Sofya Voronova[1]

### Spécial Guest Stars
- Leah Pipes (VF : Barbara Delsol) : Camille O'Connell(épisode 2)
- Sebastian Roché (VF : Emmanuel Gradi) : Mikael Mikaelson (épisode 5)
- Danielle Campbell (VF : Kelly Marot) : Davina Claire(épisodes 8, 10 et 11)
- Matt Davis (VF : Alexis Victor) : Alaric Saltzman (épisodes 8  et 13)

### Invités
- Debra Mooney : Mary Dumas[2] (épisodes 1 et 5)
- Neil Jackson : Alistair Duquesne[3] (épisode 1)
- Maisie Richardson-Sellers (VF : Olivia Luccioni) : Eva Sinclair (épisode 3)
- Lyndon Smith (en) (VF : Géraldine Kannamma) : Lara (épisode 4)
- Darri Ingólfsson (VF : Darri Ingolfsson) : Dominic (épisode 5, 6, 7 et 13)
- Najah Jackson (VF : Isabelle Volpé) : Amy
- Madelyn Cline (VF : Anne-Laure Gruet) : Jessica (épisodes 7, 8 et 10)
- Karan Kendrick (VF : Marie Tirmont) : Maxine Folsom

## Production

### Développement
Le 21 août 2016, Julie Plec a confirmé qu'il y aurait un crossover avec la saison 8 de Vampire Diaries, mélangeant ainsi à nouveau les deux séries, comme lors de l'épisode 14 de la saison 7. L'intrigue se déroulera ainsi à La Nouvelle-Orléans, trois ans dans le futur de The Originals.

## Liste des épisodes

### Épisode 1:Le Poids de la couronne
- États-Unis : 17 mars 2017
- Québec : 9 janvier 2018 sur Ztélé[4] (en VF)
- France : 2018 sur Série Club (en VF)

- États-Unis : 1,05 million de téléspectateurs[6] (première diffusion)

Cinq ans après la chute des Mikaelson, la Nouvelle Orléans est redevenue une ville prospère, où vampires et sorciers (dirigés respectivement par Marcel et Vincent) vivent en paix. Le jour de l'anniversaire où Marcel a vaincu Klaus, un grand nombre de vampires affluent dans la ville pour assister à l'événement. Un vieil ennemi de Klaus, Alistair, en ville pour l’occasion, est bien décidé à tuer Klaus ainsi que le reste de sa famille y compris Hayley et Hope pour obtenir la vengeance qu’il a tant attendu. Marcel apprend alors qu'Elijah et le reste de la fratrie Mikaelson sont toujours en vie et comprend que la vie de chacun d'entre eux est reliée à celle de Klaus. Il rend donc visite à son ancien mentor, qu'il garde enchaîné et prisonnier dans son ancien QG, désormais en ruines et l’exhibe devant tous ses ennemis. Il se sert de Klaus pour asseoir un peu plus son pouvoir sur tous les vampires de la Nouvelle-Orléans.
De leur côte, Hayley et Hope (désormais âgée de sept ans) vivent en exil, loin de la Nouvelle-Orléans. La jeune hybride a enfin pu, au prix de nombreux efforts, à trouver un moyen de guérir chacun des Mikaelson grâce à de nombreux ingrédients magiques (venin de loup-garou, sang de Klaus, etc.).

### Épisode 2:Pas de quartier
- États-Unis : 24 mars 2017
- Québec : 16 janvier 2018 sur Ztélé (en VF)

- États-Unis : 990 000 téléspectateurs[8] (première diffusion)

Leah Pipes (Cami O'Connell)
Enfin réveillés, Elijah, Rebekah, Freya et Kol, accompagnés de Hayley débarquent à la Nouvelle Orléans afin de secourir Klaus. Rebekah se charge de distraire Marcel au cimetière tandis que les autres tentent de localiser, avec l'aide "forcée" de Josh, l’emplacement de Klaus, qui se trouve enfermé dans les souterrains. Ce dernier, sous l'emprise de la Lame de Papa Tunde, est victime d'hallucinations dans lesquelles il voit apparaître le fantôme de Cami. Il est finalement délivré de sa geôle par ses frères et sœurs.
Pendant ce temps au cimetière, Marcel n'est pas dupe et se rend très vite compte de la supercherie. Retournant au QG, il affronte violemment Elijah et l'aurait tué si Hayley n'était pas intervenue. Arrivé au dehors, Marcel se confronte à l'ensemble des Mikaelson et finalement, leur accorde sa clémence et accepte de les laisser partir pour cette fois là, faisant preuve de pitié, démontrant bien qu'il n'agit pas comme "un Mikaelson".
Plus tard, ces derniers rentrent chez Hayley où Klaus peut enfin retrouver Hope, qu'il n'avait pas revu depuis plus de cinq années.

### Épisode 3:Les Possédés
- États-Unis : 31 mars 2017
- Québec : 23 janvier 2018 sur Ztélé (en VF)

- États-Unis : 930 000 téléspectateurs[9] (première diffusion)

Maisie Richardson-Sellers (Eva Sinclair)
Enfin libres, les Mikaelson se réunissent chez Hayley. Chacun commence à se poser des questions quant à leur avenir. Elijah hésite à rester auprès de sa famille et d'Hayley tandis que Kol et Rebekah décident quant à eux de partir chacun de leur côté, souhaitant profiter pleinement de leur vie et de leur liberté, avec l'approbation de Klaus. Ce dernier peut enfin apprendre à connaitre sa fille Hope après cinq années d'absence. Quant à Freya, elle continue malgré tout à craindre pour la sécurité de sa famille et refuse de laisser Keelin partir, car elle veut avoir son venin à portée de main si jamais Marcel décide de les attaquer. Elle ira jusqu’à la poursuivre après que Hayley l’ait relâchée. Mais après une discussion, elle se rend compte que Keelin pourrait bien l'aider à neutraliser Marcel grâce à son expertise médicale.

### Épisode 4:La Peur du néant
- États-Unis : 7 avril 2017
- Québec : 30 janvier 2018 sur Ztélé (en VF)

- États-Unis : 1,08 million de téléspectateurs[10] (première diffusion)

Pour soigner Hope, dont l'état de santé, affectée par le mystérieux sort, se dégrade de plus en plus, les Mikaelson retournent à la Nouvelle Orléans. Mais lorsque la magie de Vincent ne suffit pas à la guérir, ils doivent travailler ensemble avec Marcel afin de découvrir l'origine du danger qui plane sur la ville.
Marcel et Hayley se rendent dans le bayou pour rechercher une certaine Laura, responsable des mystérieux graffitis à travers la ville. Lorsqu'ils se rendent compte qu'il s'agit d’une louve, cette dernière leur explique que la force contre laquelle ils se battent s’appelle "Le Néant" (représentée par une mystérieuse lumière bleue) et que les gens qui la serve veulent récupérer la ville que Marcel leur a volée. Pour cela, un rituel sacrificiel d'enfants est nécessaire pour que le Néant libère ce pouvoir.
De leur côté, Elijah et Vincent découvrent que c'est Will Kinney qui a enlevé les enfants sous ordre de cette force et l'interrogent violemment afin de réussir à les localiser. Mais le détective, protégé par une mystérieuse amulette, arrive à leur échapper et se rend dans la forêt, où le sacrifice s’apprête à avoir lieu.
Suivant sa trace, les Mikaelson, Hayley, Vincent et Marcel arrivent à temps pour empêcher le sacrifice et arrivent à libérer tous les enfants. Mais au cours de la manœuvre, Will réussit à coincer Marcel et Klaus au milieu d’un cercle de lumière bleue. Puis, Will est tué par Klaus et les enfants sont ramenés sains et saufs à la Nouvelle Orléans. Vincent se demande quant à lui si leurs ennuis sont réellement terminés.
Mais alors que tous croient le danger écarté, Hope est visitée en rêve par le Néant et se rend compte que Marcel et Klaus ont été contaminés par cette force, désormais présente parmi eux.

### Épisode 5:Il n'en restera qu'un
- États-Unis : 14 avril 2017
- Québec : 6 février 2018 sur Ztélé (en VF)

- États-Unis : 870 000 téléspectateurs[11] (première diffusion)

Sebastian Roché (Mikael Mikaelson)
Klaus et Marcel se rendent compte qu’ils sont maintenant possédés par le Néant. Cette force joue avec leurs esprits dans le seul but que l’un d’eux tue l’autre. Marcel endure des visions dans lesquelles il voit apparaître Klaus et Elijah tandis que Klaus lui, est tourmenté par des apparitions de son père Mikael, qui lui reproche d'être faible. Les deux hommes essayent de lutter contre leurs hallucinations mais Klaus cède lorsque le Néant menace de s'en prendre à sa famille. Il demande conseil à Freya et cette dernière, le poussant à en finir avec Marcel, qu'elle considère toujours comme une menace, lui remet une dague qu’elle a fabriquée avec Keelin, qui est susceptible de le neutraliser une fois pour toutes.
Mais peu de temps après avoir envoyé son frère éliminer Marcel, Freya découvre que si jamais l’un d’eux meurt, le Néant absorbera sa force et deviendra indestructible. Heureusement, Freya et Elijah arrivent à temps pour interrompre la confrontation des deux hommes. Au cours de la lutte, Freya lance une potion qui fait disparaître momentanément le Néant, ce qui a pour effet de libérer Marcel et Klaus de son emprise.
Marcel, capturé, est enfermé par Elijah dans le donjon où il avait gardé Klaus durant les cinq dernières années. Mais Sofya et Dominic ne comptent pas laisser Marcel à la merci des Mikaelsons et, revenus sur les lieux de l’affrontement entre Klaus et Marcel, ils constatent qu'une nouvelle "plante", susceptible de tuer un Originel a poussé au sol grâce au sang de Marcel.

### Épisode 6:Le Nœud de vipères
- États-Unis : 28 avril 2017
- Québec : 13 février 2018 sur Ztélé (en VF)

- États-Unis : 955 000 téléspectateurs[12] (première diffusion)

Afin de célébrer leur trêve "forcée" avec Marcel, Klaus organise une soirée dans leur QG et y invite toute la communauté surnaturelle. Cependant, le but réelle de la manœuvre est de pouvoir mettre la main sur les personnes qui sont alliées au Néant pour savoir contre qui ils se battent réellement, vu que cette force une forme invisible s’empare des âmes pour les manipuler. Pendant que Klaus divertie Sofya en tentant de lui proposer un marché en échange de la libération de Marcel, Elijah découvre grâce à l’aide de Vincent que l'un de leurs invités -un dénommé Dominic- est un allié du Néant. Après l'avoir interroger longuement sur le Néant, il finit par lui arracher le cœur sous le yeux des autres invités.
En parallèle, Klaus apprend pourquoi Sofya le déteste à ce point : il est responsable du massacre de sa famille commis cinq cents ans plus tôt.
Pendant ce temps, Hayley demande de l’aide à Freya afin de découvrir comment ses parents sont morts dans le but de sauver Hope du Néant. En transe, elle parvient à mettre la main sur une clé qui l’amène à un garde-meubles plein de souvenirs. Parmi tous les objets familiaux, Hayley retrouve un os de dentier. La jeune louve pense que ce dentier appartient à un groupe d’ossements qui une fois réuni permet aux serviteurs du Néant d’assurer sa seconde vie sur Terre. 

### Épisode 7:L'Appel aux ancêtres
- États-Unis : 5 mai 2017
- Québec : 20 février 2018 sur Ztélé (en VF)

- États-Unis : 933 000 téléspectateurs[13] (première diffusion)

Les Mikaelson constatent que Dominic a été ressuscité par le Néant et qu’il reste une menace. Freya lance alors un sort de protection autour de leur QG, empêchant Hayley, Klaus, Hope et Marcel d’en sortir. Avec l’aide de Josh, elle retrouve Dominic afin d’en apprendre plus sur les ossements qui pourraient permettre au Néant de reprendre forme sur Terre réussit à le faire prisonnier.
Mais alors qu’elle commence à obtenir des informations intéressantes de sa part, elle est distraite par Dominic qui lui fait croire que Keelin est morte. La sorcière en perd momentanément le contrôle de sa magie sous la rage et Dominic en profite pour reprendre le dessus et la tue en arrêtant son cœur. Sitôt Freya morte, le sort de protection qu'elle avait lancé sur la maison disparaît et les sbires de Dominic en profitent pour attaquer Klaus et Hayley, restés sur place.
Marcel, quant à lui, est libéré par Hope et la protège également en massacrant de nombreux ennemis. Au même moment, Keelin, qui a réussi à échapper à ses poursuivants, arrive à temps pour réanimer Freya et elles partent à la rescousse des autres, non sans avoir échanger un baiser. Au QG, Klaus réussit à éliminer Dominic avant de partir sur les traces de Marcel et de Hope. Une fois retrouvés, c'est grâce à Hope que Marcel et Klaus concluent une trêve.
De son côté, Elijah entreprend une périlleuse mission. Il égorge quatre jeunes sorcières du Quartier Français pour accomplir le rituel de la Moisson et oblige Vincent à les ramener à la vie. Alors qu'il ne parvient pas à se connecter aux ancêtres du cimetière, le sorcier se résout à briser la tombe de Davina Claire pour en extirper son crâne.
Par l’intermédiaire de son crâne, il lui demande d’intervenir en leur faveur auprès des ancêtres et après quelques instants, les jeunes filles sont ressuscitées et les sorcières de la Nouvelle-Orléans sont de nouveau connectées aux ancêtres.

### Épisode 8:La Légende d'Inadu
- États-Unis : 12 mai 2017
- Québec : 27 février 2018 sur Ztélé (en VF)

- États-Unis : 850 000 téléspectateurs[14] (première diffusion)

- Danielle Campbell (Davina Claire)
- Matthew Davis (Alaric Saltzman)

Hope prévient ses parents que les voix des ancêtres la mettent en garde, elle et sa famille du danger que représente le Néant pour eux. Hayley et Klaus se rendent par la suite à la Chapelle pour s'entretenir avec eux. 
En parallèle, Klaus a, dans leur quête, repris contact avec Alaric Saltzman de Mystic Falls afin de retrouver les derniers ossements manquants. Justement, ce dernier a retrouvé un des os et annonce à Klaus que les Lockwood ont conservé les noms des autres familles chargées de garder les autres reliques.
Alors que Marcel envoie ses vampires chercher les autres os pour que le Néant n'y mette pas la main dessus, Sofya arrive (toujours possédée) et au cours d'une conversation entre Elijah et Marcel, apprend qu'Alaric est en possession d'un os. Elle l'attaque sur la route mais l'ancien chasseur de vampires arrive à lui échapper.
Plus tard, Elijah et Marcel rejoignent Alaric qui leur décrit Sofya. Ils se rendent ensuite dans un vieux cimetière afin de trouver le dernier os mais y sont très vite rejoint par Sofya.
De leur côté, toujours à la Chapelle, Klaus et Hayley sont envoyés dans le monde des ancêtres grâce aux quatre filles de la Moisson. Là, ils rencontrent le spectre de Davina, qui leur explique les origines du Néant et dévoile que sa seule faiblesse est Hayley, car elle descend de la tribu des Labonnair, clan de loup-garou qui a donné naissance au Néant (qui a causé sa mort également). Juste avant de mourir, le Néant a lancé un dernier sortilège en créant la malédiction des loups-garous.
Le Néant a la marque du croissant comme sa mère, le premier loup-garou. Par ce fait, seul le sang de Hayley ou de Hope représente sa seule faiblesse.
Mais Davina a un plan pour emprisonner le Néant, qui implique d'une part que Hayley affaiblisse Sofya, et d'autre part qu'un sacrifice nécessaire d'un immortel soit accompli (en l’occurrence Klaus).
Au dehors, Sofya arrive à se débarrasser de ses assaillants et récupère le dernier os. Marcel, Elijah et Hayley comprennent que Davina compte tuer Klaus et qu'elle n'hésitera pas. Mais alors que la sorcière est sur le point de l'achever avec le venin de Marcel, Hope déploie toute sa magie et l'en empêche. 

### Épisode 9:L'un ou l'autre
- États-Unis : 19 mai 2017
- Québec : 6 mars 2018 sur Ztélé (en VF)

- États-Unis : 840 000 téléspectateurs[15] (première diffusion)

Elijah, mourant a été emmené à l'intérieur d'une cabane dans la forêt par le Néant. Cette dernière prévoit d'utiliser son sacrifice afin de reprendre forme humaine. Cependant, elle a encore besoin du dernier os manquant pour accomplir sa renaissance.
De leur côté, Hayley et les Mikaelson veulent sauver Elijah, Marcel veut sauver Sofya et Vincent veut à tout prix empêcher le Néant de revenir, quitte à sacrifier Elijah pour le bien de tous. Après maintes réflexions, ils arrivent tout de même à trouver un plan pour tenter de sauver tout le monde, mais cela impliquera le sacrifice de Klaus, qui accepte de prendre la place de son frère pour sauver sa fille. Freya trouve le moyen de préserver l'âme de Klaus et l'enfermant à l’intérieur de son pendentif. qui avait été occupé jadis par l’âme de Finn. 
Alors que Vincent s’apprête à sacrifier Klaus, ils sont interrompus par quelques sorciers qui détruisent les épines couvertes du sang de Marcel, rendant impossible le sacrifice. Marcel vient à la rencontre du Néant/Sofya en lui rapportant le dernier os manquant et la distrait le temps de lui enfoncer un poignard en plein cœur, ce qui a pour effet de l'expulser du corps de Sofya. Libérée, le Néant déchaîne toute sa magie et tue Elijah en se nourrissant de toute sa force avant que Freya et Hayley ait eu le temps de le sauver. Au cours de l'opération et juste avant la mort d'Elijah, Freya a quand même eu le temps de lancer le sortilège de transfert d’âme mais le pendentif est détruit dans la manœuvre. 
De retour au QG, Freya ne sait pas si elle a réussi à préserver l’âme de son frère. Mais avec Hope, elles arrivent à l'entendre mais la voix leur semble être très faible...

### Épisode 10:Voyage dans l'inconscient
- États-Unis : 2 juin 2017
- Québec : 13 mars 2018 sur Ztélé (en VF)

- États-Unis : 1,03 million de téléspectateurs[16] (première diffusion)

- Danielle Campbell (Davina Claire)

Alors que Rebekah et Kol se trouvent à une soirée pour vampires quelque part en France sur la Côte d'Azur, ils voient des dizaines vampires présents tomber au sol et mourir sans raisons apparentes. Horrifiés, ils comprennent alors qu'Elijah est mort et accourent aussitôt à la Nouvelle Orléans. Décider à éliminer le Néant qui a repris forme humaine, les Mikaelson se mettent à la poursuite des huit pieux faits à partir du rosier, afin de détruire toute arme capable de les éliminer. Mais cependant, Klaus et Rebekah acceptent de laisser le dernier pieux à Marcel pour qu'il ait une chance de libérer Sofya de l'emprise du Néant.
Pendant ce temps, l'esprit d'Elijah est toujours emprisonné dans le pendentif. Freya fait de son mieux pour tenter de retrouver son frère, dont l'esprit est brisé. Elle envoie successivement Hayley puis Hope à l'intérieur afin d'essayer de "le ramener". Hayley est plongée dans les souvenirs les plus violents d’Elijah et grâce à sa fille, elle réussit néanmoins à en ressortir vivante en ayant retrouvé Elijah et Freya peut réparer le pendentif. Cependant, il faudra un gros sacrifice pour que l'Originel puisse regagner son propre corps et Freya prévient Rebekah que si jamais elle ne peut pas se servir du sacrifice du Néant, elle sacrifiera Marcel.

### Épisode 11:La Force de l'esprit
- États-Unis : 9 juin 2017
- Québec : 20 mars 2018 sur Ztélé (en VF)

- États-Unis : 890 000 téléspectateurs[17] (première diffusion)

- Danielle Campbell (Davina Claire)
- Nathan Parsons (Jackson Kenner)

Les Mikaelsons et Marcel partent à la recherche d'un artefact qui protège le Néant de toute menace afin de le détruire car ils comptent bien se servir du sacrifice de leur ennemie afin de pouvoir ressusciter Elijah, dont l'esprit est toujours emprisonné dans le pendentif de Freya. Pour cela, Freya fabriquer une arme avec le sang de Hope susceptible de l'éliminer une fois pour toutes. Mais cependant, Kol est déterminé à protéger Davina, dont la vie est liée au Néant. Il dérobe l'artefact pour le compte du Néant afin de la mettre en sécurité. Puis il demande à Hope de délier la jeune sorcière du Néant, ce qu'elle réussit à faire au prix d'un grand effort.
De leur côté, Hayley et Freya, armées de deux dagues se rendent dans le repère du Néant afin de la tuer. Mais cette dernière arrive à les isoler en leur imposant des visions avant de tenter de tuer Hayley, dont le sang est susceptible de la tuer.
Au même moment, Klaus, ayant réussi à retrouver Kol, détruit l'artefact magique, ce qui permet à Freya et Hayley de tuer le Néant.

### Épisode 12:L'Enfant roi
- États-Unis : 16 juin 2017
- Québec : 27 mars 2018 sur Ztélé (en VF)

- États-Unis : 1,01 million de téléspectateurs[18] (première diffusion)

### Épisode 13:Serment brisé
- États-Unis : 23 juin 2017
- Québec : 3 avril 2018 sur Ztélé (en VF)

- États-Unis : 800 000 téléspectateurs[19] (première diffusion)

Vincent a trouvé un moyen de vaincre le Néant: il compte diviser son âme en quatre parties et les mettre chacune dans l’un des Mikaelson (Klaus, Elijah, Rebekah et Kol). Mais ce plan implique une condition des plus difficiles à accepter pour la famille Originelle : ils ne pourront plus se voir vu que le but est de garder le Néant séparé afin qu’elle ne puisse pas se reconstituer. Malheureusement, il n’y a pas d’autres solutions et en plus de devoir rester éloignés les uns des autres, ils devront également rester loin de Hope, une réalisation des plus douloureuses pour Klaus. Alors que le rituel a fonctionné, ils doivent tous se séparer dans l'immédiat. Hope est libérée.
Peu après, Elijah demande à Marcel de lui effacer la mémoire car il souhaite se libérer une fois pour toutes de la promesse d’être ensemble "pour toujours et à jamais", promesse qui a impliqué d'innombrables crimes.
Quelque temps plus tard, on voit chacun des Mikaelson vivre leur vie de leur côté : Freya est restée à la Nouvelle Orléans avec Keelin, Rebekah a retrouvé Marcel à New York, Kol s’apprête à demander Davina en mariage et vivent à San Francisco quant à Klaus, il rend visite à Elijah en France mais celui-ci ne le reconnait pas.